# 车田乡
车田乡，是中华人民共和国重庆市酉阳土家族苗族自治县下辖的一个乡镇级行政单位。

## 行政区划
车田乡下辖以下地区：
车田村、小寨村、清明坝村和黄坝村。